# Sottevast
Sottevast är en kommun i departementet Manche i regionen Normandie i norra Frankrike. Kommunen ligger i kantonen Bricquebec som tillhör arrondissementet Cherbourg. År 2022 hade Sottevast 1 455 invånare.

## Befolkningsutveckling
Antalet invånare i kommunen Sottevast
| Referens: INSEE |